# Хадамар фон Лабер
Хадамар фон Лабер (на немски: Hadamar von Laber; * ок. 1300; † ок. 1360) е немски поет от рода на господарите фон Лаабер/Лабер с резиденция в замък Лаабер/Лабер в днешния Горен Пфалц.
По времето на конфликтите на императора с папството той заедно с брат си е на страната на Лудвиг IV Баварски. Хадамар е приятел със сина на императора, маркграф Лудвиг V Бранденбургер, който през 1354 г. го номинира на имперски съветник.
Надамар фон Лабер пише „Ловът“ (Die Jagd) или „Малкият лов“ (Die Minnejagd) в строфи.